# Dargijczycy
Dargijczycy (darg. дарганти, darganti; ros. даргинцы, dargińcy) – północno-wschodnia kaukaska grupa etniczna pochodząca z Północnego Kaukazu, stanowiąca drugą co do wielkości grupę etniczną w rosyjskiej republice Dagestanu. Mówią w języku dargwa. Grupa etniczna obejmuje jednak wszystkich użytkowników języków grupy dargijskiej; dargwa to standardowa odmiana pośród tych języków. 
Według spisu ludności z 2002 roku Dargijczycy stanowią 16,5% populacji Dagestanu, z 425 526 mieszkańcami. Są oni skoncentrowani w obwodach kajtagskim, dahadajewskim, lewaszyńskim, akuszyńskim i sergokalińskim.
Dargijczycy żyją w Dagestanie od wielu stuleci. W średniowieczu i renesansie tworzyli państwo Kajtag, które przetrwało aż do podboju rosyjskiego. Dziś Dargijczycy są jednymi z najliczniejszych w Dagestanie, drugimi pod względem liczebności po Awarach.

## Pochodzenie
Dargijczycy są antropologicznie spokrewnieni z rasą północno-kaukaską. Jeśli chodzi o pochodzenie rasy północno-kaukaskiej, postawiono dwie hipotezy - autochtoniczną (opracowaną w pracach M.G. Abduszeliszwili, W. P. Aleksejewa itp.) i migracyjną (zaproponowaną przez G. F. Debets).

## Kultura
Infrastruktura i architektura ludu Dargijczyków były niezwykle dobrze rozwinięte w porównaniu z ich sąsiadami przez cały czas ich obecności w Dagestanie. Ludowi mistrzowie tych sztuk wykazali się bardzo wysokim poziomem w budowaniu i ozdabianiu wież oraz fortec, budowaniu zespołów budynków, meczetów, mostów oraz budowaniu konstrukcji irygacyjnych przy źródłach i studniach. Kunszt Dargijczyków jest wyraźnie widoczny w ich sztuce dekoracyjnej i użytkowej: w dziełach złotników Kubaczi; w pracy kamieniarzy, ślusarzy, stolarzy, ceramików i glazurników; w tkactwie, kaletnictwie i futrzarstwie oraz w tańcu ludowym i muzyce wokalnej. Dargijczycy są znani ze swoich tekstyliów. Duchowym i religijnym centrum narodu Dargijczyków była Akusza-Dargo. Główny sąd Dargijczyków również znajdował się w Akuszy. Inne znane miasta dargijskie to Lewaszi, Mekegi, Kubaczi i Kadar.
Przed aneksją regionów zamieszkałych przez Dargijczyków przez Rosję medycyna Darginów była połączeniem medycyny ludowej i medycyny wschodniej. Uzdrowiciele ludowi (khakim) osiągali znaczne sukcesy w leczeniu ran, siniaków, złamań kości i zwichnięć, a nawet trepanacji; byli również biegli w fitoterapii i leczeniu różnych chorób wewnętrznych. Najbardziej znanymi uzdrowicielami byli: Murtuzali Hażi z Butri, który przez pięć lat studiował medycynę w Kairze, pracował również z rosyjskim chirurgiem N. I. Pirogowem i otrzymał od niego zestaw narzędzi chirurgicznych; Tajmaz z Uraki; Mohammed Hażi z Kajalmaki; Dawud Hażi z Akuszy ; Alisułtan Hażi z Urkaraku i inni. Służbę medyczną ustanowiono dopiero w 1894 r.: było to dziewięciu lekarzy i dwanaście pielęgniarek w całym Dagestanie, co dawało stosunek jednego lekarza na 60 000 osób. Od tego momentu w każdym większym ośrodku znajduje się punkt pomocy paramedycznej albo medyk rejonowy, albo powiatowy lub międzyokręgowy szpital, lub punkt pierwszej pomocy z własnym transportem, włączając w to transport lotniczy.

## Religia
Dargijczycy to głównie sunnici praktykujący szkołę szaficką. Istnieje również niewielka mniejszość wyznająca szyizm. Islam zaczął zadomawiać się wśród Dargijczyków co najmniej od XV wieku. W XIX wieku większość Dargijczyków była muzułmanami i do dziś są znani jako bardzo pobożni muzułmanie.

## Sławni Dargijczycy
- Iljas Umachanow, deputowany Dumy Rosyjskiej,
- Magomed-Ali Magomedow, były prezydent Dagestanu,
- Magomedsalam Magomedow, były prezydent Dagestanu,
- Rinat Karimow, piosenkarz,
- Patimat Kagirowa, piosenkarka,
- Rabadonow Murtuzali, rektor Państwowego Uniwersytetu w Dagestanie.